# Salagena
Salagena is een geslacht van vlinders uit de familie van de Metarbelidae. De wetenschappelijke naam en de beschrijving van dit geslacht werden voor het eerst in 1865 gepubliceerd door Francis Walker.
De soorten van dit geslacht komen alleen voor in tropisch Afrika.

## Soorten
- S. albicilia Hampson, 1920
- S. albonotata (Butler, 1898)
- S. albovenosa  Mey, 2011
- S. arcyrosoma  Hacker, 2016
- S. arcys Fletcher, 1968
- S. atridiscata Hampson, 1910
- S. bennybytebieri Lehmann, 2008
- S. charlottae Lehmann, 2008
- S. cuprea Gaede, 1929
- S. denigrata Gaede, 1929
- S. discata Gaede, 1929
- S. eustrigata Hampson, 1916
- S. fetlaworkae Rougeot, 1977
- S. fuscata Gaede, 1929
- S. guichardi Wiltshire, 1980
- S. inversa Gaede, 1929
- S. irrorata Le Cerf, 1914
- S. meyi Lehmann, 2007
- S. mirabilis Le Cerf, 1919
- S. narses Fawcett, 1916
- S. ngazidya Viette, 1981
- S. nigropuncta Le Cerf, 1919
- S. obsolescens Hampson, 1910
- S. quentinlukei Lehmann, 2008
- S. reticulata Janse, 1925
- S. tessellata Distant, 1897
- S. transversa Walker, 1865
- S. violetta Gaede, 1929